# Linda Catlin Smith
Linda Catlin Smith (* 1957 in New York City) ist eine kanadische Komponistin US-amerikanischer Herkunft.
Smith studierte in ihrer Heimatstadt Komposition und Musiktheorie bei Allen Shawn, setzte ihre Ausbildung an der University of Victoria bei Rudolf Komorous, Martin Bartlett, Michael Longton und Jō Kondō fort und besuchte Kurse bei Morton Feldman in Buffalo. Außerdem studierte sie Klavier bei Nurit Tilles und Gilbert Kalish an der Stony Brook University und bei Kathleen Solose sowie Cembalo bei Erich Schwandt.
Viele ihrer Werke entstanden als Auftragskompositionen u. a. des Canada Council for the Arts,  des Ontario Arts Council, des Toronto Arts Council und der Laidlaw Foundation. Sie wurden aufgeführt von Musikern und Ensembles wie Eve Egoyan, Anthony de Mare, Colin Tilney, Elinor Frey, Philip Thomas, Vivienne Spiteri, Jamie Parker,  Vancouver New Music, dem CBC Vancouver Orchestra, der  Kitchener-Waterloo Symphony, Penderecki Quartet und dem Modern Quartet und aufgenommen u. a. von Arraymusic, Barbara Pritchard und Les Coucous Bénévoles.
Sie erhielt zwei Einjahres-Stipendien des Canada Council for the Arts und 1997 den Hunter Foundation Award. Von 1988 bis 1993 war sie künstlerische Leiterin des Ensembles Arraymusic. Von 1992 bis 2006 gehörte sie dem Performancekollektiv URGE an. Für eine Aufführung an der Tapestry New Opera 2003 komponierte sie die Oper Facing South nach einem Libretto von Don Hannah. Für die Komposition Garland erhielt sie 2005 den Jules Léger Prize Neben ihrer Tätigkeit als Komponistin gibt sie privat und an der Wilfrid Laurier University  Kompositionsunterricht. 2024 wurde sie anlässlich der ISCM World New Music Days auf den Färöer-Inseln von der ISCM-Generalversammlung zum Ehrenmitglied der Internationalen Gesellschaft für Neue Musik (ISCM) ernannt.

## Weblink
- Homepage von Linda Catlin Smith (mit Werkverzeichnis)

## Quelle
- Canadian Music Centre – Linda Catlin Smith

| Personendaten    | Personendaten                                     |
| ---------------- | ------------------------------------------------- |
| NAME             | Smith, Linda Catlin                               |
| KURZBESCHREIBUNG | kanadische Komponistin US-amerikanischer Herkunft |
| GEBURTSDATUM     | 1957                                              |
| GEBURTSORT       | New York City                                     |